# Roel Dieltiens
Roel Dieltiens (Antwerpen, 1956) is een Belgisch cellist.

## Biografie
Hij stamt uit een muzikale familie: zijn vader Lode Dieltiens (1926-2014) was componist van koorwerken, leraar harmonie en notenleer aan het Muziekconservatorium te Antwerpen en aan het Lemmensinstituut te Leuven en organist en cantor in de Sint-Pieterskerk van Berlaar.  Zijn broer Koen Dieltiens is blokfluitist.  Roel Dieltiens studeerde aanvankelijk piano, maar schakelde op 14-jarige leeftijd over op de cello. Op 15-jarige leeftijd behaalde hij reeds een "Eerste Prijs" aan het Conservatorium van Antwerpen, waar hij les kreeg van André Messens. Hij studeerde verder aan de Muziekkapel Koningin Elisabeth, bij André Navarra te Detmold en Pierre Fournier in Genève.
Hij treedt onder andere op met de violist André Gertler, klarinettist Walter Boeykens, en het Orkest van de Achttiende Eeuw (met Frans Brüggen). Met zijn Ensemble Explorations verzorgt hij oude muziek. Ook treedt hij op met verscheidene artiesten in kamermuziekbezetting. Daarnaast interesseert hij zich ook voor musical, dans- en muziektheater, zoals bijvoorbeeld de productie "Lets op Bach" van Alain Platel van 1991.
Roel Dieltiens geeft ook les aan de Musikhochschule in Zürich en aan het Lemmensinstituut te Leuven.

## Discografie
- J.S. Bach, 6 Suiten Für Violoncello Solo, Accent, ACC 9171/72 D (1991)
- Vivaldi - Geminiani, Sonatas for cello and basso continuo Accent 9181 D
- Antonio Vivaldi, Concertos pour violoncelle Harmonia Mundi HMC901655 (1998)
- Antonio Vivaldi, Concertos pour violoncelle vol2 Harmonia Mundi HMC901745 (2002)
- Franchomme, Le violoncelle virtuose Harmonia Mundi HMA1951610 (2002)
- Gioacchino Rossini, Sonate a quatro, Musique d'abord HMA1951776 (2002)
- Boccherini, Quintettes avec deux violoncelles met Ensemble Explorations, Harmonia Mundi HMC901894 (2007)
- J.S. Bach, Complete Cello Suites, Et'cetera KTC1403, (2009)
- A. Vivaldi, Cello Sonates, Ensemble Explorations, Etcetera KTC4035 (2009)
- F. Mendelssohn, Variations Concertantes op.17, Romance sans paroles op.109, Albumblatt met Frank Braley, piano;
- Tartini, Concertos  met Enrico Gatti en Ensemble 415 o.l.v. Chiara Banchini HMA1951548 (2010)
- Gioacchino Rossini, Une larme, Musique d'abord HMA1951847 (2013)